# 遵理學校

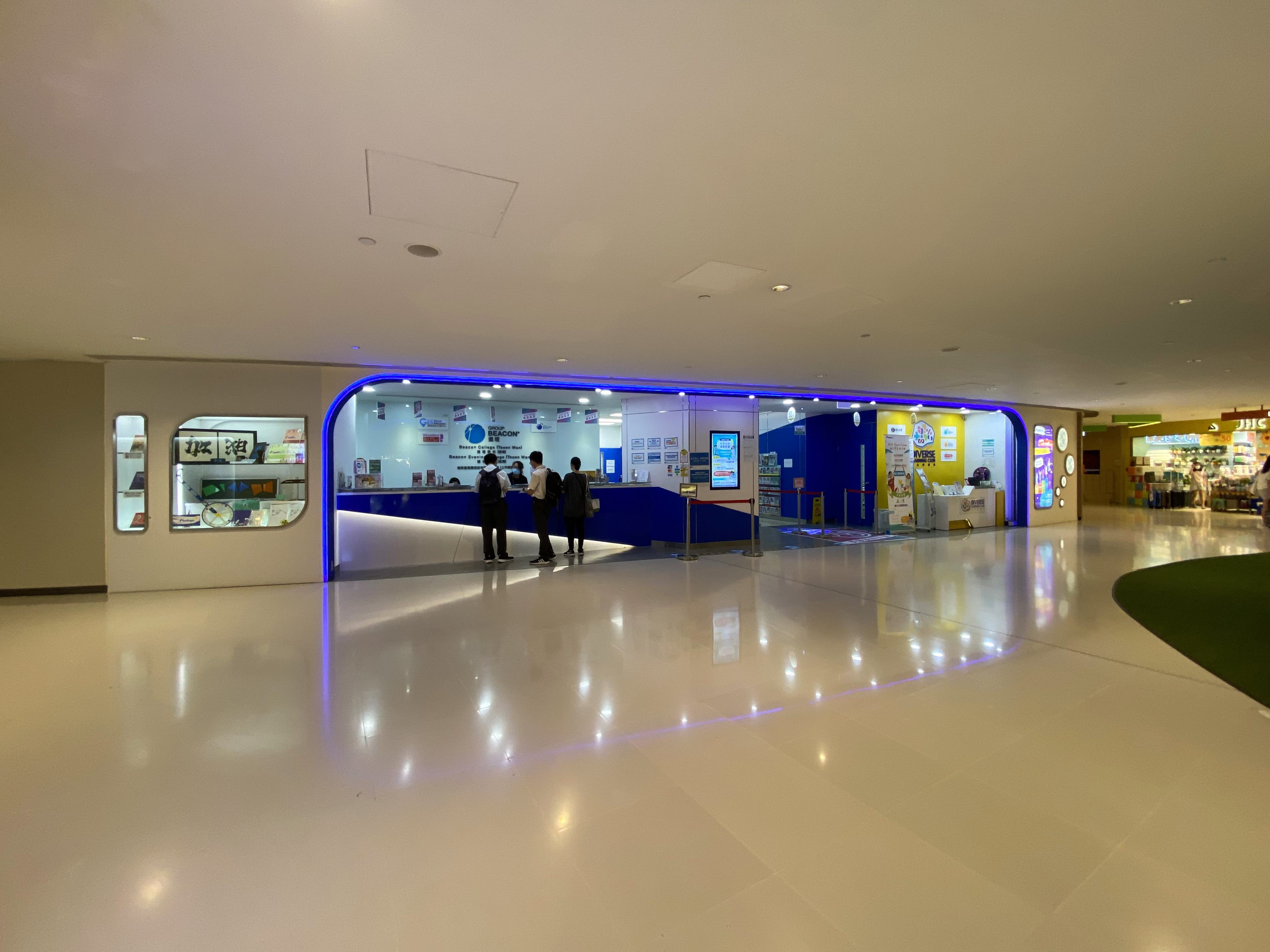
荃灣（愉景新城）分校

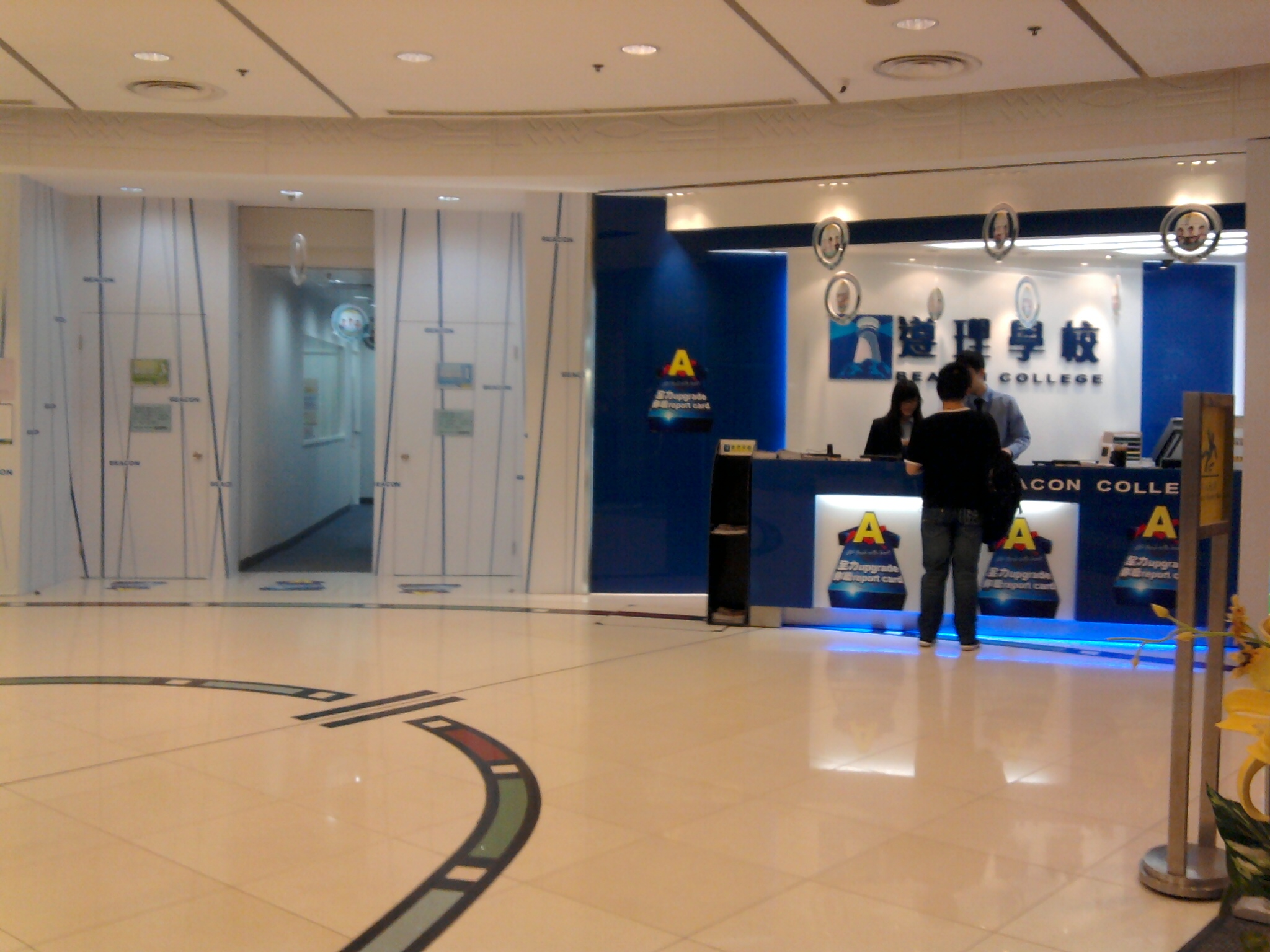
將軍澳分校（已搬離圖中所示位置）

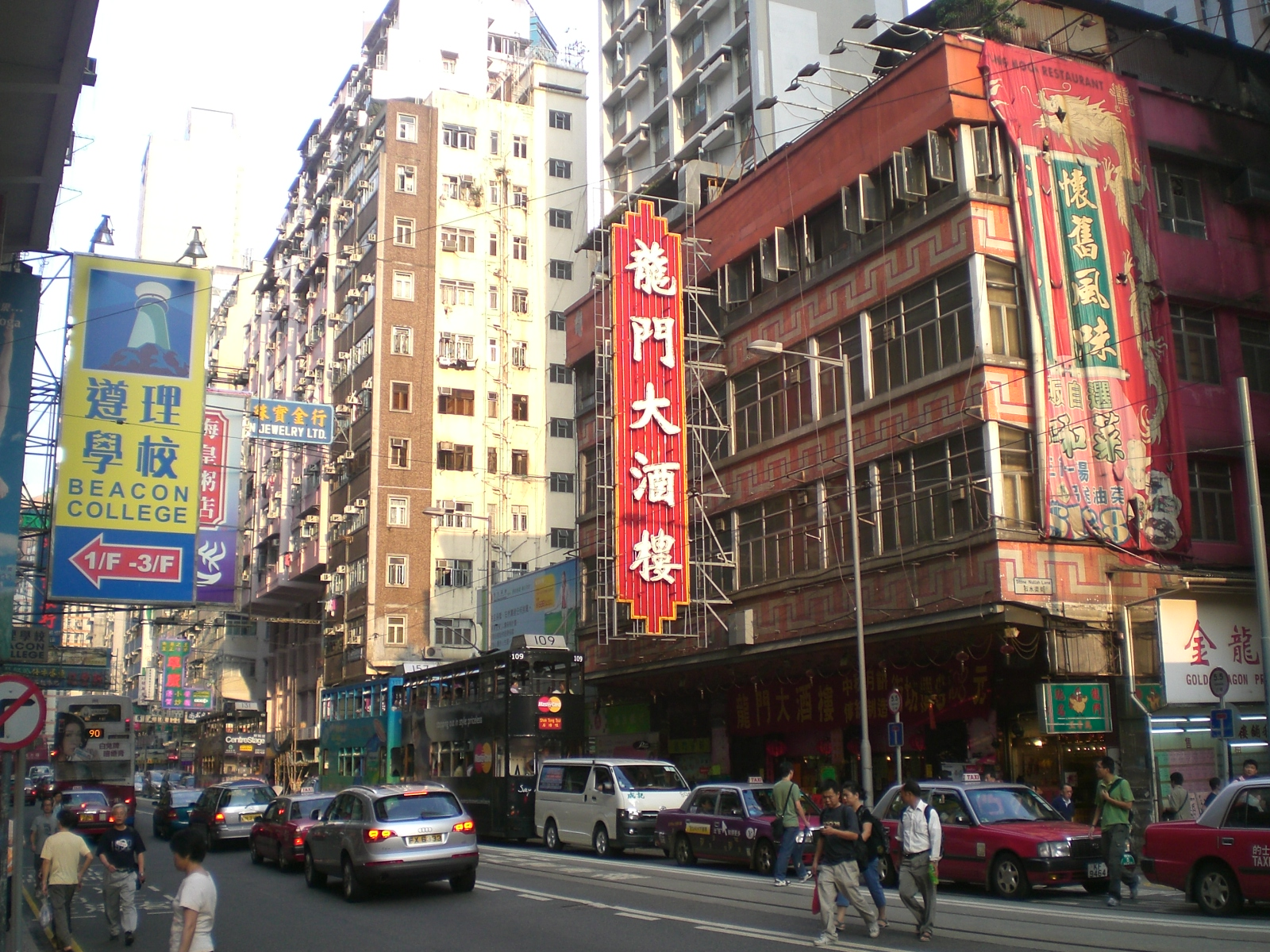
灣仔莊士敦道分校（已結業）

遵理學校（英語：Beacon College）是香港一所主要提供高中課程的香港連鎖補習社。由藝人兼現任校董伍詠薇、其兄伍經衡及其表妹梁賀琪於1989年新界元朗共同創立。現時只有8間分校。

## 集團歷史
遵理學校創立於1989年，其前身為津理語文商科學校。該校於1992年至1993年才更名為遵理學校。。到2015年10月7日，向聯交所遞交上市申請。文件顯示，公司2013、14及15年度，營業額分別為2.36億元、3.38億元及3.28億元，溢利分別為1,810萬元、2,508萬元及3,077萬元。
在2016年5月，該上市申請已告失效。
在2017年11月，遵理以精英匯集團控股有限公司名義再次向聯交所遞交上市申請。文件顯示，公司2017年度，營業額為3.76億元，溢利為3444萬元。
在2018年6月30日公開招股，集資最多1.38億元，預計7月13日上市，現已成功上市，上市號碼為1775。遵理課程涵蓋學前教育、小學補習、全日制高中日校、中學補習、專上教育、海外升學、多元化進修及專業培訓。
在2023年收購海外升學中心 LINKEDU 領優教育：英澳升學顧問中心

## 分校歷史（2012年起）
2012年12月，銅鑼灣高威樓分校設立。
2013年8月，上水分校結業，由大埔分校取代（大埔分校於同年5月設立，位於大元邨）。同年，設立銅鑼灣（信諾環球保險中心）分校 (現代教育分校舊址) 。同年12月，沙田分校設立。
2014年1月，銅鑼灣（2000年廣場）分校結業，由銅鑼灣（高威樓）分校取代其功能。同年2月，荃灣（海晴軒）分校設立，取代翌年9月結業的荃灣（中染新城）分校。
2015年中，於北角和九龍灣安基苑設立分校。同年年底，天后分校設立，取代於同年結業的銅鑼灣（信諾環球保險中心）分校。
2016年中，天后分校結業，由北角分校取代其功能。
2017年3月，舊將軍澳（MCP新都城中心一期地下）分校結業（2000年代將軍澳分校位於寶盈花園商場一樓），新將軍澳（MCP新都城中心一期地下）分校開幕。同年8月，銅鑼灣（怡和街）分校設立。
2018年2月，銅鑼灣高威樓分校結業。兩個月後荃灣（愉景新城）分校設立。同年6月，於油麻地凱都中心設立遵理學習中心。
2019年5月，設立上水（新豐路）分校。同年暑假，尖沙咀分校結業，其功能由旺角分校取代。其後，九龍灣（安基）分校結業。

### 2020年至今：
2020年5月，因為受疫情影響導致集團收入大幅減少，分校數目大幅縮減。北角分校和荃灣（海晴軒）分校結業，前者功能由銅鑼灣（怡和街）分校取代，後者功能由荃灣（愉景新城）分校取代。同年7月，九龍灣（Eastmark）分校設立，取代於同月結業的九龍灣（淘大商場第二期（現代教育分校舊址））分校。
2021年3月，九龍灣（淘大四期）分校結業，正式由駐紮多年的淘大商場離開，亦由九龍灣（Eastmark）分校取代；淘大商場現時並沒有連鎖式大型補習社。
2021年5月，大埔分校結業，由上水和沙田分校取代。而元朗正校位於地舖的校務處遷往至二樓。
2021年7月，屯門分校規模再大幅減小，現時分校只佔四個鋪位（校務處和三個28/29座位的課室），與鼎盛時期有二十多個鋪位顯得不同。
2021年8月16日，根據精英匯集團控股有限公司（1775）公告，該集團由8月18日起，香港之總辦事處及主要營業地點將由香港新界荃灣青山道388號中國染廠大廈12樓01至03室及05至06室更改為香港九龍九龍灣常悅道9號企業廣場一期第3座3樓02室（而該物業為遵理自置物業）。
2021年9月23日，旺角分校突然要求日校學生不要到達原位於1樓的日校校務處，直接到達課室所屬樓層，並沒有解釋原因，但曾經提到日校校務處已遷往9樓。有學生於在未開始裝修拆卸前，到1/2樓借用洗手間及觀察，發現已空無一人。之後有消息指，該校不再租用旺角銀座廣場的1/2樓全層作校舍，而遵理日校學生改為在3/F全層, 5/F全層 6/F全層 7/F全層上堂。
2022年2月，開設了北角上潤中心新分校，命名為Beacon Plus（Island East）
2022年4月，銅鑼灣（怡和街）和上水分校結業，前者以北角上潤中心分校取代，後者功能由元朗和沙田分校取代。
2022年9月，開設了銅鑼灣新分校。
2024年4月，開設了沙田（瀝源廣場）新分校，取代同時結業的沙田（富豪花園商場）分校，分校規模縮細了不少，由原本的8個課室共300個座位縮細到只有3個課室共76個座位。
2024年9月，旺角分校重新擴張，承租銀座廣場8樓全層原Parkland Music旺角分校，增加3間課室103個座位，沿用前2樓校舍9/10/11號課室號碼，重新成為遵理最大分校（15間課室共497個座位），但仍比未退租1樓2樓校舍前小。
2025年3月，開設了將軍澳（南豐廣場）新分校，取代同時結業的將軍澳 （新都城一期）分校，分校規模大幅縮細，只租用商場5個同層不相連細舖，由原本的8個課室縮細到只有4個課室，以節省過往租用大舖時的額外房間間隔裝修費用。

## 分校
根據教育局官方網頁資料顯示，現時遵理學校有8間註冊分校，以及1間學習中心，合共約96個課室，同一時間可供2000多位學生上課。
新界西：元朗（誠信大廈）、屯門（栢麗廣場）、荃灣（愉景新城）
新界東：沙田（瀝源廣場）、將軍澳（南豐廣場）
九龍西：旺角（銀座廣場3/F（日校實驗室）；5/F（點名處及兩間最大課室）；6/F（四間課室）；7/F（四間課室）；8/F（三間課室）； 9/F（日校部校務處，vip電腦房及教職員專用區）；10/F（補習部校務處及教員室））
九龍東：九龍灣（Eastmark）
港島區：銅鑼灣（兆安廣場）

## 課程
遵理的主要業務為提供中學補習課程、全日制高中課程。
近年，遵理開辦學前教育課程。此外，遵理亦開辦其他實用的培訓課程，如面試技巧、商業英語、攝影課程、國際性的專業及語文考試（托福及雅思）、普通話、成年人職業英語、法語、日語、韓語及電腦應用等。

## 校友
- 龔嘉欣（2007年中六）：香港女演員
- 胡家惠（2002年中七）：2002年度香港小姐競選季軍
- 卓耀國：香港足球運動員
- 劉卓軒：香港足球運動員
- 劉智樂：香港足球運動員
- 甄澤權（2001年中七）：香港魔術師
- 賴文飛：前香港足球運動員[4]
- 姚韡：前香港足球運動員[5]
- 黎厚希：香港足球運動員[6]

## 爭議事件
2012年，Keith Leung（梁建勳）有網上醜聞，其Facebook帳戶贊好了一個召妓網站。
2014年，Wayne Leung 每年必定於社交平台上載該年文憑試物理科卷一多項選擇題答案，其中有答案錯誤。同校前導師 Ken Fung 公開指責前者行徑，及後被遵理學校解雇。
2014年林溢欣（Y.Y. Lam）有抄襲醜聞，抄襲多份報章。
2016年，馬志豪（Oscar Ma）有桃色醜聞，梁賀琪（June Leung）的處理手法被受質疑。詳見馬志豪事件。無獨有偶，遵理學校於香港聯合交易所的上市申請於是次醜聞曝光後短時間內失效。
2016年，林溢欣（Y.Y. Lam）有司法醜聞，2015年12月28日，他在时速限制50公里的太子道西，以时速136公里驾私家车飞驰，超速一倍多，當時他否認控罪。 至2016年12月9日，他由律師代表上庭改口認罪，停牌1年。
2017年，Billy Ng（伍嘉朗）有專業醜聞，其模擬試未能準時改好，受害學生在公開試前一周才獲得批改。
2017年，Dr. Guy Leung（梁俊佳博士）有抄襲醜聞，他抄襲W.H. Lee（Hong Sir / 李永康）2015-16年筆記的內容，遵理學校給予以強烈譴責。當事人有向事主道歉，有關助教於同月離職。 經過內部調查，遵理學校證實抄襲者為一名兼職教學助理。遵理學校指，雖然作為把關人的梁俊佳責無旁貸，但考慮到當時校方未有完整的反抄襲軟件，找出抄襲內容相當困難。
2018年，Andrew Lo（魯振宇）有學術誠信事件，由於同校導師Cliff Yeung（楊志光）指控其模擬試答案出錯，Andrew Lo 以電郵去信多位香港科技大學教授，並在未獲對方同意下，公開對話內容，香港科技大學經濟學系學生委員會發公開聲明，認為「該補習名師的行為已經嚴重損壞科大及學系的聲譽」。
2018年，有網民圖文並茂地指出Hong Sir（李永康）筆記抄襲多份本地報章，包括明報、文匯報、香港中文大學學生雜誌、維基百科、市民請願書、職工盟、香港記者協會、香港教育圖書公司模擬試題。
2025年，旗下GG Choy涉嫌抄襲另一中文科導師Peter的筆記，唯遵理當面發出律師信嚴正否認。

## 外部連結
- 遵理學校 官网（页面存档备份，存于）
- 遵理學校的Facebook專頁
- 遵理學校的Instagram帳戶
- YouTube上的遵理學校頻道
- 遵理日校（页面存档备份，存于）